# Indigofera caloneura
Indigofera caloneura är en ärtväxtart som beskrevs av Wilhelm Sulpiz Kurz. Indigofera caloneura ingår i släktet indigosläktet, och familjen ärtväxter. Inga underarter finns listade i Catalogue of Life.